# Робертсон, Уильям (фельдмаршал)
Уильям Роберт Робертсон (англ. William Robert Robertson, 1st Baronet; 29 января 1860 — 12 февраля 1933) — британский военачальник, фельдмаршал (29 марта 1920). Баронет (1919).

## Биография
Сын почтового чиновника. Окончил сельскую школу. Рано был вынужден начать работать из-за бедности семьи: давал уроки для младших школьников, был прислугой («мальчиком») в доме местного священника, лакеем.

## Начало военной службы
В ноябре 1877 года поступил на службу старшим солдатом в 16-й драгунский полк. Отслужил в этом полку 11 лет, пройдя все унтер-офицерские должности. Отслужив ценз и выдержав экзамен на офицерский чин, в 1888 году был произведён в офицеры и тогда же по личному желанию был переведён в Британскую Индийскую Армию (из соображений повышенного жалования и лучших условий для карьеры не титулованного офицера). В Индии зачислен вторым лейтенантом в 3-й Принца Уэльского гвардейский драгунский полк, расквартированный в городе Муттра. Выучил несколько восточных языков — урду, хинди, персидский, пушту, пенджаби, гуркхали, что способствовало его карьере, хотя по его признанию в мемуарах, основным его стимулом в то время стала полагающая офицерам надбавка к жалованию за знание каждого иностранного языка. С 1891 года — офицер службы железнодорожных сообщений, с 1892 года — офицер разведывательного департамента штаба Индийской Армии. Участвовал в ряде военных экспедиций для подавления антибританских восстаний в Индии, а также в экспедициях в Кашмир и на Памир для составления карт и описаний отдалённых районов. В 1897 году с отличием окончил Королевский штабной колледж в Кемберли (графство Суррей).

## Довоенные годы
С 1899 года служил офицером отдела колониальной разведки в британском Военном министерстве, вскоре назначен заместителем генерал-адъютанта и заместителем начальника этого отдела. С января 1900 года участвовал в англо-бурской войне. Там он был заместителем генерал-адъютанта и начальником разведывательного отдела в штабе генерал-квартирмейстера при Главнокомандующем действующей армии. Участвовал в сражениях при Пардеберге и при Поплар-Гров, за отличия досрочно произведён в чин майора.
В конце 1900 года вернулся в Великобританию и продолжил службу заместителем отдела колониальной разведки в британском Военном министерстве. С 1901 года — заместитель генерал-квартирмейстера Британской армии — начальник разведывательной службы Военного министерства. С мая 1907 года — начальник Олдершотского военного командования. С августа 1910 года — начальник Королевского штабного колледжа в Кемберли. С октября 1913 года — директор военных публикаций в Военном министерстве.

## Первая мировая война
Сразу после начала Первой мировой войны 5 сентября 1914 года был назначен генерал-квартирмейстером Британских экспедиционных сил, спешно переброшенных во Францию на Западный фронт. С января 1915 года ― начальник штаба Британских экспедиционных сил (БЭС). Планировал все операции БЭС.
С декабря 1915 года — начальник Имперского Генерального штаба. На этом посту оказывал значительное влияние на ход боевых действий. Хотя Имперский Генеральный штаб был освобождён от непосредственного планирования боевых действий на Западном фронте (эти полномочия были переданы командованию БЭС), но в ведении Робертсона оставались общие стратегические вопросы, взаимодействие и координация с высшим военным руководством союзными армиями, планирование боевых действий на второстепенных театрах войны (Итальянский, Балканский, Ближневосточный). Участвовал в совещаниях командования союзных армий.
Был активным сторонником Главнокомандующего БЭС Дугласа Хейга. Очень часто конфликтовал с премьер-министром Дэвидом Ллойд Джорджем, который был сторонником ведения борьбы на второстепенных театрах до вступления США в войну, тогда как сам Робертсон считал Западный фронт главным фронтом для Англии, на котором решается судьба войны. В конце концов, этот конфликт в сочетании с личностными чертами характера Робертсона, привёл в феврале 1918 года к его замене на посту начальника Имперского Генерального штаба на генерала Генри Вильсона, его давнего оппонента. Впрочем, как показали дальнейшие события, Робертсон в этом конфликте был прав.
С февраля 1918 года — командующий Восточным командованием на Британских островах. С мая 1918 года — главнокомандующий войсками в метрополии. С апреля 1919 года — главнокомандующий Британской рейнской армией, выполнявшей задачи оккупации Рейнской области в Германии. С начала 1920 года оставался без назначения. Рассматривались планы назначения Робертсона на высокие военные посты в Ирландии и в Индии, но они не осуществились. В марте 1920 года он был произведён в фельдмаршалы, а вскоре вышел в отставку. Первый британский фельдмаршал, начавший службу с рядового и прошедший все ступени военной службы.

## В отставке
Занимал большое количество почётных должностей, был шефом нескольких полков, почётным председателем целого ряда общественных организаций и крупных промышленных фирм. Автор мемуаров «Из частных записок фельдмаршала» (1921), «Солдаты и политики. 1914—1918» (1926).
Будучи энергичным руководителем и хорошим аналитиком, внёс большой вклад в стремительное развитие Британских вооружённых сил в годы Первой мировой войны. Поддерживал развитие авиации и бронетанковых войск. Не все запланированные им операции окончились успехом (особенно в 1914—1915 годах), но он ясно понимал цель войны и препятствовал отвлечению военных усилий на второстепенные театры. Вместе с тем был исключительно тяжелым руководителем и подчинённым: был заносчив (часто бравировал своим простым происхождением и службой в солдатских и унтер-офицерских чинах), склонен к конфликтам и ультиматумам, груб. К концу жизни состоял в неприязненных отношениях с большинством из тех, с кем вместе служил и воевал.
Имя Робертсона носит школа в его родном селе (в которой он учился), горная вершина в Канадских Скалистых горах.

## Воинские звания
| младший капрал \|                  | февраль 1879                      |
| капрал                             | апрель 1879                       |
| младший сержант                    | май 1881                          |
| сержант                            | январь 1882                       |
| сержант-майор                      | март 1885                         |
| второй лейтенант                   | 27 июня 1888                      |
| лейтенант                          | 1 марта 1891                      |
| капитан                            | 3 апреля 1895                     |
| майор                              | 10 марта 1900                     |
| подполковник (лейтенант-полковник) | 29 ноября 1900 (временное звание) |
| полковник                          | 29 ноября 1903                    |
| бригадир                           | 29 ноября 1907                    |
| генерал-майор                      | 26 октября 1910                   |
| генерал-лейтенант                  | 28 октября 1915                   |
| генерал                            | 3 июня 1916                       |
| фельдмаршал                        | 29 марта 1920                     |

## Награды

### Британские награды
- Рыцарь Большого Креста ордена Бани (GCB, 24.01.1917)
- Рыцарь Большого Креста ордена Святого Михаила и Святого Георгия (GCMG, июнь 1919)
- Рыцарь Большого Креста Королевского Викторианского ордена (GCVO, 1931)
- Рыцарь-командор ордена Бани (КСВ, 18.02.1915)
- Рыцарь-командор Королевского Викторианского ордена (26.09.1913)
- Командор Королевского Викторианского ордена (16.07.1910)
- Кавалер ордена За выдающиеся заслуги (DSO, 1896)
- Кавалер ордена Бани (СВ, 30.06.1905)

### Иностранные награды
- Великий офицер ордена Почётного Легиона (Франция, 10.09.1915)
- Военный крест 1914—1918 (Франция, 21.04.1917)
- Орден Святого Александра Невского (Российская империя)
- Кавалер Большого Креста ордена Святых Маврикия и Лазаря (Италия, 26.05.1917)
- Военный крест 1914—1918 (Бельгия, 1918)
- Большой крест ордена Белого орла (Сербия) (Сербия, 1918)
- Большой крест ордена Короны Италии (Италия, 1920)
- Орден Восходящего солнца 1-й степени (Япония, 1918)[6]
- Орден Золотого Зерна с бриллиантами 1-й степени (Китай, 1920)
- Медаль «За выдающиеся заслуги» (США, 1919)